# 伊朗航空

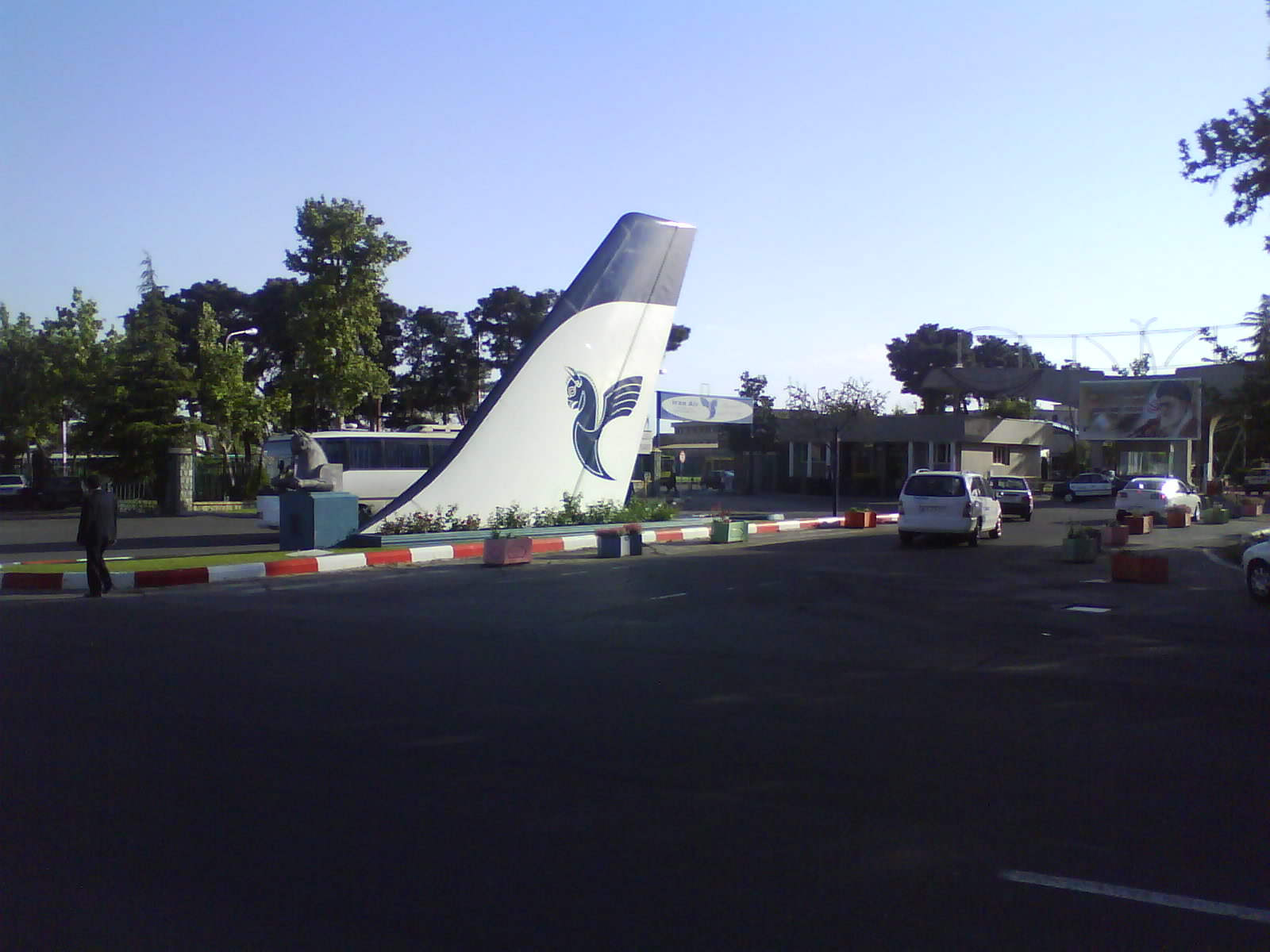
伊朗航空的总部

伊朗航空（波斯語：ایران ایر）是伊朗的國營航空公司及第一大航空公司。在2016年伊朗成功被解除制裁後，已經積極訂購西方國家生產的新世代客機以取代目前已經非常老舊的機隊。但是2020年時，隨著伊朗宣布終止伊核協議，伊朗航空宣布所有新飛機訂單取消。

## 簡史
伊朗航空是由1944年成立的Iranian Airways以及1954年成立的Persian Airways在1961年合併且國營化而成的。在伊朗革命之前，伊朗與美國關係良好，在那時買進多架新飛機，並且擴展航線。
但在1979年伊朗伊斯蘭革命後，與美國交惡，遭受經濟制裁，所以難以再買到西方（尤其是美國）的新飛機，因此伊朗航空的機隊普遍高齡化，以致於2010年被歐盟列入禁飛名單（機隊中近幾年引進的空中巴士飛機及伊朗政府行政專機（EP-AGA）共23架除外），這種情況過了37年後的2016年才結束。
此外，伊朗航空所持有的美製飛機，由於美方中斷了技術支援與保修服務，故以歐洲、中國生產的同級品進行維修（如伊朗航空B747飛抵北京首都機場時會接受中方地勤人員檢修）；待伊朗航空引入俄製客機後就有望解決保修問題。隨著禁令的解除，伊朗航空已可購買歐製飛機，因此問題將不復存在。
2017年7月17日，身為伊朗國營航空的伊朗航空成功誕生出一位女性執行長，她是伊朗航空77年歷史以來首位女性執行長，也是中東地區航空公司的第三位女性執行長。（第一位曾任職於科威特航空，第二位則曾任職於敘利亞航空）
2018年5月8日，美国总统唐纳德·特朗普突然宣布废除伊核协议，伊朗航空100多架与波音、空客和ATR的订单全部被取消。
2018年11月5日，美国国务卿麦克·蓬佩奥在美国国务院的记者会上表示美国将会对伊朗航空旗下的65架飞机实施制裁，原因是这些飞机曾运输武器到叙利亚和黎巴嫩支持伊朗在当地发动的代理人战争。
2019年1月6日，由于受美国政府影响，伊朗航空所有40架苏霍伊超级喷气机100订单全部被取消。
2020年1月5日，随着伊朗宣布终止伊核协议，伊朗航空宣布所有新飞机订单取消。

## 航線

伊朗航空是世界上最后一个波音747SP提供客運服務的航空公司，最后一架于2014年退役。

### 代碼共享
截至2017年3月，伊朗航空與以下航空公司有代碼共享協議：
- 俄羅斯航空
- 奧地利航空
- 阿塞拜疆航空
- 土耳其航空
- 漢莎航空
- 烏克蘭國際航空

## 機隊
截至2021年6月，伊朗航空現役機隊如下：
| 機型              | 數量 | 已訂購 | 載客量 | 載客量 | 載客量 | 備註                                             |
| 機型              | 數量 | 已訂購 | J      | Y      | 總數   | 備註                                             |
| ----------------- | ---- | ------ | ------ | ------ | ------ | ------------------------------------------------ |
| 空中巴士A300B2K   | 1    | －     | 18     | 236    | 254    | －                                               |
| 空中巴士A300B4    | 3    | －     | 18     | 236    | 254    | －                                               |
| 空中巴士A300-605R | 7    | －     | 22     | 239    | 261    | －                                               |
| 空中巴士A310-304  | 2    |        | 14     | 198    | 212    | －                                               |
| 空中巴士A319-100  | 3    | －     | TBA    | TBA    | TBA    | －                                               |
| 空中巴士A320-211  | 6    | －     | 12     | 144    | 156    | 因受美国政府制裁，剩余订单取消。                 |
| 空中巴士A321-211  | 1    | －     | 12     | 182    | 194    | 2017年1月交付                                    |
| 空中巴士A330-243  | 2    | －     | 32     | 206    | 238    | 2017年3月交付， 因受美国政府制裁，剩余订单取消。 |
| ATR 72-600        | 13   | －     | －     | 68     | 68     | 因受美国政府制裁，剩余订单取消。                 |
| 福克F100          | 3    | －     | －     | 104    | 104    | －                                               |
| 麥道MD-82         | 2    | －     | 12     | 140    | 152    | －                                               |
| 伊朗航空貨運機隊  |      |        |        |        |        |                                                  |
| 波音747-21AC      | 1    | －     | －     | －     | －     | －                                               |
| 總數              | 44   | 0      |        |        |        |                                                  |

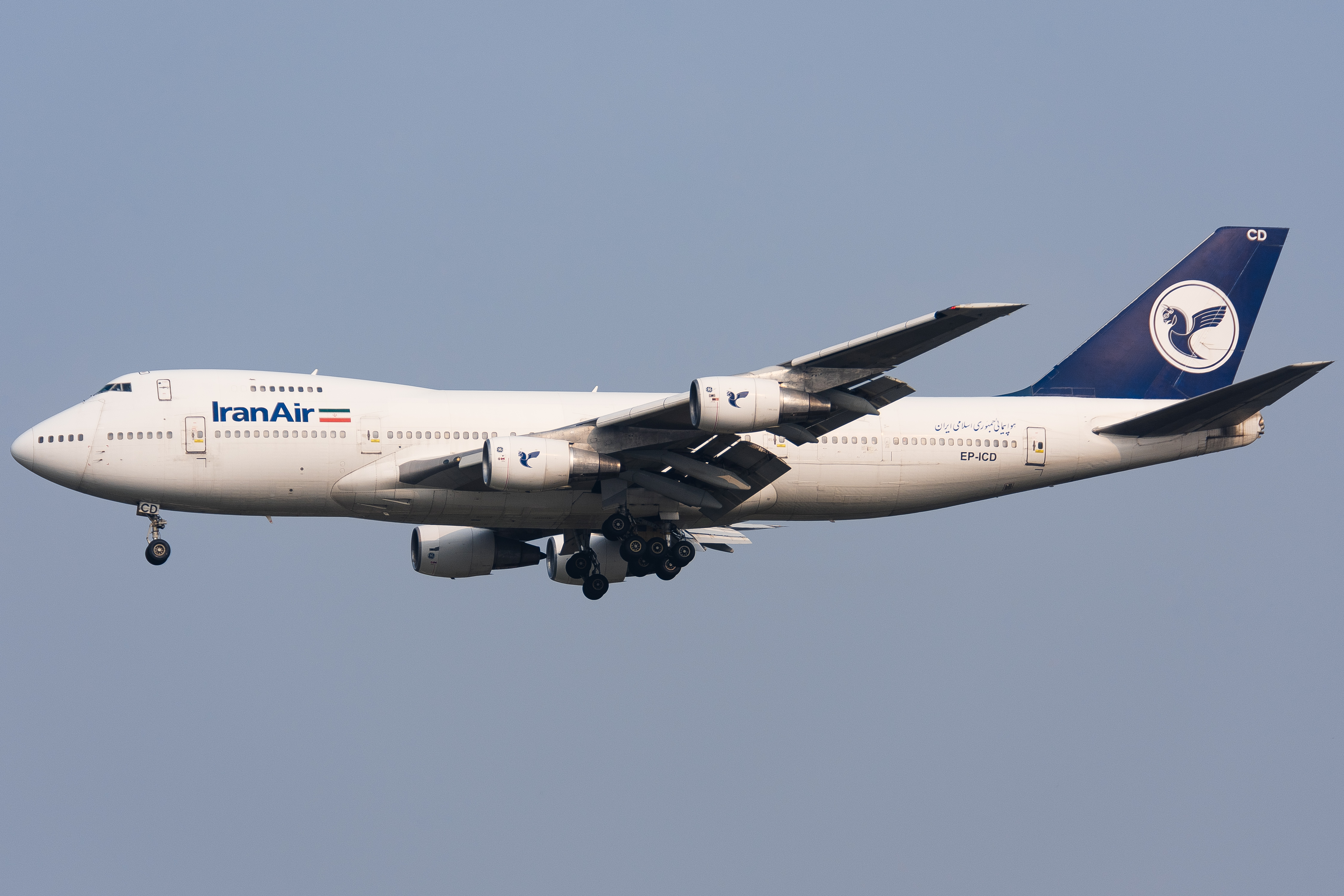
伊朗航空波音747-200C客货可转换型机降落在北京首都国际机场

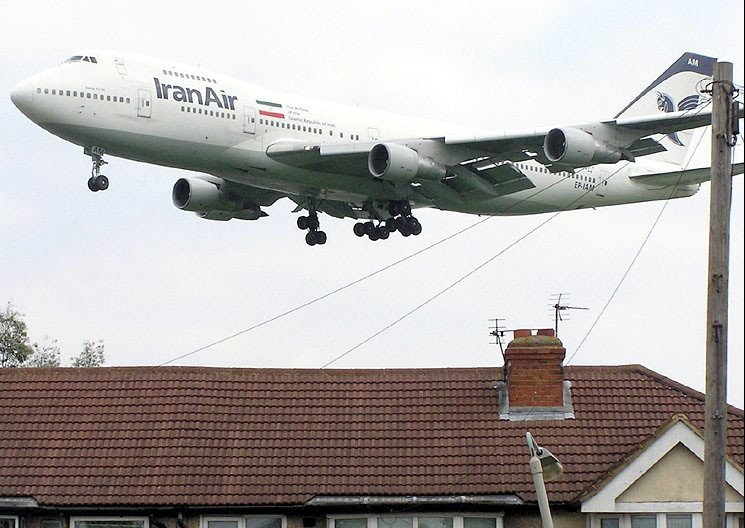
將降落於英國倫敦希斯洛機場的伊朗航空波音747-200客機 (已退役)

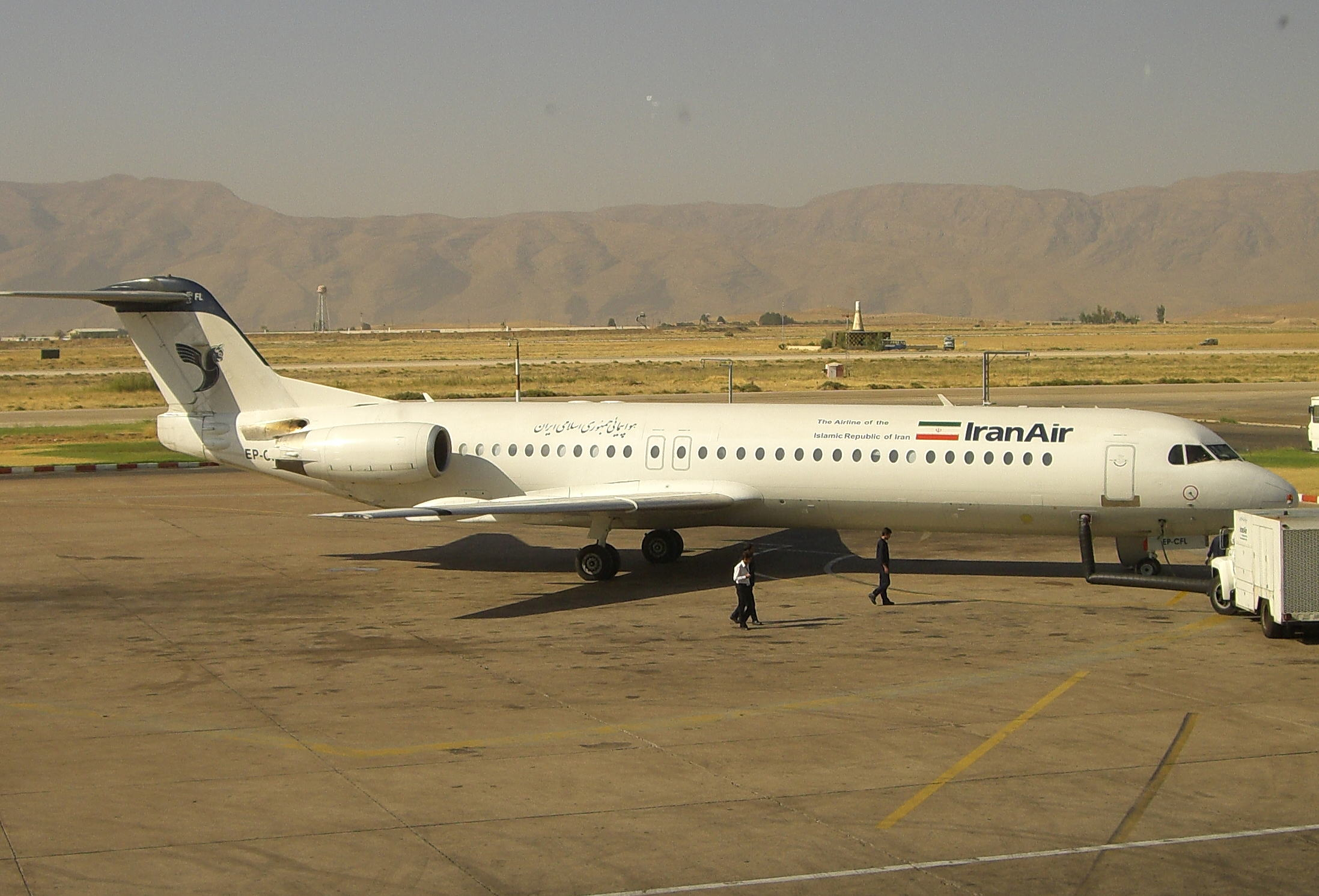
伊朗航空福克F100型客機

於2016年1月16日，伊朗核子協議生效，解除制裁，伊朗交通和城市发展部部长阿洪迪宣佈已和空中巴士達成協議，購買117部飛機，以替換伊朗航空的機隊。訂單的細節尚未公佈，但有提及新機隊會包括全新的空中巴士A320、空中巴士A320neo系列、空中巴士A330、空中巴士A350及二手的空中巴士A340系列客機，所訂購的客機最快已經於2016年7月運抵伊朗。空中巴士和伊朗航空訂定的合約中寫明，伊朗航空向空中巴士所訂購的客機會於2016至2023年期間交付。2017年初，伊朗航空与法国空中支线达成20架ATR72的确认订单以及20架意向订单，目前已經開始交機，将于2018年底前交付完畢。
而伊朗航空已表示有意購入波音777作長途客機，並購入波音737、空中巴士A321-211飛行國內航線。但是因為政治因素，波音製造的飛機目前仍無法交付。而伊朗航空方面亦表示有意向波音、龐巴迪及巴西航空工業等公司訂購飛機。
但在2018年，美国总统唐纳德·特朗普突然宣布美国退出伊朗核子协议，并宣布再次制裁，导致伊朗航空全部来自于波音和庞巴迪，以及所有使用美制发动机的空客机型的订单取消。
2020年1月5日，伊朗宣布终止伊核协议，标志着伊朗再次被制裁。自此，伊朗航空所有新飞机订单全部取消。

## 国际制裁
2024年9月10日，美国、英国、法国和德国宣布对伊朗实施新制裁，因其向俄罗斯提供短程弹道导弹用于入侵乌克兰战争，在被指定制裁的三个实体中，包括伊朗航空在内。法国、英国和德国则取消与伊朗的双边航空协议，包括伊朗航空的直航服务。

## 事故
- 1952年12月25日，DC-3型客機在伊朗首都德黑蘭失事，27人死亡，2人生還。
- 1980年1月21日，波音727-86型客機在德黑蘭附近在進場時遭遇暴風雪坠毁，機上120名旅客及8名機組員全數罹難。
- 1988年7月3日，伊朗航空655號班機從伊朗的阿巴斯港國際機場（Bandar Abbas）飛往阿拉伯聯合大公國的杜拜國際機場，在波斯灣上空的國際航道被美國海軍軍艦文森號（USS Vincennes）誤當成伊朗空軍的F-14戰鬥機而遭飛彈擊落，機上的274名乘客及16名機組人員全數罹難。

## 外部連結
- 官方網站（波斯文）（英文）